# سویدنیتسه (ناحیه ریخنوف ناد کنیژنوو)
سویدنیتسه (به چکی: Svídnice) یک منطقهٔ مسکونی در جمهوری چک است که در ناحیه ریخنوف ناد کنیژنوو واقع شده‌است.